# Сусуманский район
Сусуманский район — административно-территориальная единица (район) в Магаданской области России.
В рамках организации местного самоуправления в границах района функционирует Сусуманский муниципальный округ (с 2015 до 2022 гг. — городской округ, с 2006 до 2015 гг. — муниципальный район).
Административный центр — город Сусуман.

## География
Район расположен в северо-западной части Магаданской области, граничит с Республикой Якутия. Площадь района — 46,8 тыс. км².
Находится в пределах природных зон тундр и лесотундр. Климат резко континентальный, холодный, зимы очень морозные, продолжаются с октября по апрель.
Наиболее значительные реки района: Аян-Юрях, Бёрёлёх, Худжах, Момонтай, Хинике. Среди озёр наиболее крупные: Малык, Момонтай, Урультун, Уи и Эелик-Кюель.

## История
Сусуманский район был выделен из Среднеканского района Хабаровского края 2 декабря 1953 г. В составе Магаданской области район образован 3 декабря 1953 года .
В XIX столетии по реке Аян-Юрях проходил Оймяконо-Сеймчанский тракт. Этот путь был намного короче, чем объездной через Верхоянский хребет и бывший город Зашиверск на Индигирке. В 1901 году по этому тракту из Сеймчана в Якутск через Оймякон проехал колымский исправник Н. М. Березкин, чтобы определить пригодность его для перевозки больших грузов на Колыму. Ему же принадлежит первое упоминание и о поселке Берелёх (Долина волков) и речке Сусуман.
Впервые упоминания о нынешнем Сусуманском районе встречаются в документах руководителя экспедиции Наркомвода СССР 1928—1929 годов И. Ф. Молодых.

## Население
Район
| 1959    | 1970    | 1979    | 1989    | 1991    | 1992    | 1993    | 1994    |
| ------- | ------- | ------- | ------- | ------- | ------- | ------- | ------- |
| 35 365  | ↗41 573 | ↗47 787 | ↗47 950 | ↘45 022 | ↘41 944 | ↘36 315 | ↘34 341 |
| 1995    | 1996    | 1997    | 1998    | 1999    | 2000    | 2001    | 2002    |
| ↘29 863 | ↘25 691 | ↘23 668 | ↘22 289 | ↘20 502 | ↘18 941 | ↘17 810 | ↘14 022 |
| 2004    | 2005    | 2006    | 2007    | 2008    | 2009    | 2010    | 2011    |
| ↘12 862 | ↘11 988 | ↘11 166 | ↘10 552 | ↘10 149 | ↘9773   | ↘9015   | ↘8917   |
| 2012    | 2013    | 2014    | 2015    | 2016    | 2017    | 2018    | 2019    |
| ↘8730   | ↘8345   | ↘8080   | ↘7908   | ↘7747   | ↘7667   | ↘7404   | ↘7135   |
| 2020    | 2021    | 2023    | 2024    |         |         |         |         |
| ↘6741   | ↘6458   | ↘6243   | ↘6026   |         |         |         |         |

Муниципальный (городской) округ
| 1959    | 1970    | 1979    | 1989    | 1991    | 1992    | 1993    | 1994    |
| ------- | ------- | ------- | ------- | ------- | ------- | ------- | ------- |
| 35 365  | ↗41 573 | ↗47 787 | ↗47 950 | ↘45 022 | ↘41 944 | ↘36 315 | ↘34 341 |
| 1995    | 1996    | 1997    | 1998    | 1999    | 2000    | 2001    | 2002    |
| ↘29 863 | ↘25 691 | ↘23 668 | ↘22 289 | ↘20 502 | ↘18 941 | ↘17 810 | ↘14 022 |
| 2004    | 2005    | 2006    | 2007    | 2008    | 2009    | 2010    | 2011    |
| ↘12 862 | ↘11 988 | ↘11 166 | ↘10 552 | ↘10 149 | ↘9773   | ↘9015   | ↘8917   |
| 2012    | 2013    | 2014    | 2015    | 2016    | 2017    | 2018    | 2019    |
| ↘8730   | ↘8345   | ↘8080   | ↘7908   | ↘7747   | ↘7667   | ↘7404   | ↘7135   |
| 2020    | 2021    | 2023    | 2024    |         |         |         |         |
| ↘6741   | ↘6458   | ↘6243   | ↘6026   |         |         |         |         |

### Урбанизация
Городское население (город Сусуман, пгт Беличан, Большевик, Кадыкчан, Мяунджа и Холодный) составляет 95,67 % населения района (округа) .
Динамика населения
По данным Всероссийской переписи населения 2021 года национальный состав был следующим:
| Народ    | Численность, чел. |  |
| -------- | ----------------- |  |
| русские  | 5 337 ▼           |  |
| ингуши   | 252 ▲             |  |
| украинцы | 183 ▼             |  |
| другие   | 686 ▼             |  |
| всего    | 6 458 ▼           |  |

В 1968 г. на территории Сусуманского района насчитывалось один городской Совет Сусуманский (Сусуман) и девять поселковых Советов, включавших в себя 45 населенных пунктов. Население района составляло 42300 человек, из которых 1800 человек было сельское население.
На январь 1979 г. численность населения Сусуманского района составляла 47734 чел. В городе Сусумане проживало 16022 человека. В наиболее крупных посёлках проживало: Буркандья — 2117, Кадыкчан — 4762, Мяунджа — 5000, Нексикан — 1942, Широкий — 1934, Ударник — 1904 чел.
На 1 января 1984 г. общая численность населения района составляла 48782 человека. В городе Сусумане проживало 16649 человек. В наиболее крупных посёлках проживало: Буркандья — 2262, Кадыкчан — 5282, Мяунджа — 5369, Нексикан — 2084, Широкий — 2091, Ударник — 1789 чел.
Перед распадом Советского Союза (в 1990 г.) общая численность населения района составляла 48101 чел.
К 1994 г. численность населения района сократилась до 35723 чел. В дальнейшем, как и по всему Крайнему Северу, пошёл отток населения в центральные регионы страны. Особенно резкое снижение численности населения произошло в конце 1990-х начале 2000-х годов, ускорившееся после принятия «Закона о жилищных субсидиях» от 1998 года и утверждения Правительством РФ от 22 мая 2002 года № 336 «Положения о содействии переселению граждан в рамках пилотного проекта социального реструктурирования районов Крайнего Севера». По данному «Положению» предполагалось предоставление жилищных сертификатов 27,5 тысячи российских граждан в городах Норильск, Воркута, Сусуман, желающим переселиться из районов Крайнего Севера. В том числе — 6,5 тысячи из Воркуты, 15 тысячам из Норильска и 6 тысячам из Сусумана.
В результате реализации указанных программ переселения численность Сусуманского района, как и самого г. Сусумана, стала убывать катастрофическими темпами и к январю 2002 года в районе постоянно проживало около 18300 человек
К 2015 году в Сусуманском районе из более чем 20 населённых пунктов осталось всего четыре обитаемых посёлка (Сусуман, Мяунджа, Холодный и Мальдяк), в которых проживает всего 7908 человек.

## Населённые пункты
В состав района (округа) входят 13 населённых пунктов, в том числе 6 городских населённых пунктов (из них 5 посёлков городского типа (рабочих посёлков) и 1 город), а также 7 сельских населённых пунктов:
| №  | Населённый пункт | Тип     | Население |
| -- | ---------------- | ------- | --------- |
| 1  | Сусуман          | город   | ↘4175     |
| 2  | Беличан          | пгт     | →0        |
| 3  | Большевик        | пгт     | →5        |
| 4  | Кадыкчан         | пгт     | ↘0        |
| 5  | Мяунджа          | пгт     | ↘977      |
| 6  | Холодный         | пгт     | ↘608      |
| 7  | Аркагала         | посёлок | →0        |
| 8  | Буркандья        | посёлок | →0        |
| 9  | Кедровый         | посёлок | ↘37       |
| 10 | Мальдяк          | посёлок | ↗175      |
| 11 | Ударник          | посёлок | →0        |
| 12 | Усть-Хакчан      | посёлок | →0        |
| 13 | Широкий          | посёлок | ↗78       |

### Упразднённые населённые пункты
- 1994 год — посёлки: Адыгалах и Арес (подчинённые администрации посёлка Кадыкчан); Аян-Юрях и имени Чкалова (подчинённые администрации посёлка Беличан); Кунтек (подчинённый администрации села Озёрное); Горняцкий, Октябрьский, Центральный, Челбандья, (подчинённые администрации посёлка Холодный)[28];
- 2002 год — посёлки: Стрелка, Кеменджа, Контрандья, Дражный[29].
- 2004 год — посёлки: Каменистый, Нексикан, Первомайский и село Озёрное[30].

## Муниципальное устройство
В рамках организации местного самоуправления в границах района функционирует Сусуманский муниципальный округ (с 2015 до 2022 гг. — городской округ, с 2006 до 2015 гг. — муниципальный район).
С 2005 до 2008 гг. в существовавшем тогда муниципальном районе выделялись 4 муниципальных образования со статусом городского поселения.
В 2008 году городское поселение посёлок Широкий было преобразовано в сельское поселение посёлок Широкий. В 2014 году посёлок Широкий полностью расселён, но не ликвидирован.
С 2008 до 2015 гг. в муниципальном районе выделялись 4 муниципальных образования, в том числе три городских и одно сельское поселения, а также межселенная территория без какого-либо статуса муниципального образования:
| №        | Муниципальное образование | Административный центр | Количество населённых пунктов | Население (чел.) |
| -------- | ------------------------- | ---------------------- | ----------------------------- | ---------------- |
| 1e-06    | Городские поселения:      |                        |                               |                  |
| 1        | город Сусуман             | город Сусуман          | 1                             | 5010 (2015)      |
| 2        | посёлок Мяунджа           | пгт Мяунджа            | 2                             | 1797 (2015)      |
| 3        | посёлок Холодный          | пгт Холодный           | 1                             | 874 (2015)       |
| 3.000002 | Сельские поселения:       |                        |                               |                  |
| 4        | посёлок Широкий           | посёлок Широкий        | 2                             | 58 (2015)        |
| 4.000003 | Межселенная территория:   |                        |                               |                  |
| 4.000004 | Межселенная территория    |                        | 7                             |                  |

В 2015 году все городские и сельское поселения были упразднены и вместе с муниципальным районом в рамках организации местного самоуправления преобразованы путём их объединения в Сусуманский городской округ.
В рамках административно-территориального устройства продолжает выделяться Сусуманский район.
К 1 января 2023 года городской округ преобразован в Сусуманский муниципальный округ.

## Экономика
Полезные ископаемые представлены золотом, оловом, углём (Аркагалинское месторождение), строительными материалами (камень, кирпично-керамическое сырьё, песчано-гравийная смесь).
Основные отрасли промышленности: золотодобыча — «Сусуманский горно-обогатительный комбинат „Сусуманзолото“», «Берелёхский горно-обогатительный комбинат», энергетика — Аркагалинская ГРЭС.
В общем объёме экономической деятельности района (данные на 2006 г.) на промышленность приходится 95,6 %. Преобладающее значение имеет цветная металлургия — 76,5 %. Электроэнергетика и топливная промышленность дают 18,3 %.
Общая протяженность автомобильных дорог общего пользования в границах района составляет 375 километров.

### Здравоохранение
Сусуманская районная больница-районная больница находящиеся в городе Сусуман